# Startovní kombinace v Texas hold 'em pokeru

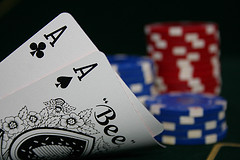
Dvě esa – nejlepší startovní kombinace v Texas hold 'em.

Startovní kombinace v Texas hold 'em pokeru spočívá ve dvojici karet, kterou obdrží každý hráč na začátku hry. Jsou to také jediné karty hráče, do kterých ostatní hráči nevidí. Během hry postupně na stůl přicházejí další karty a hráči se z těchto svých dvou karet a karet na stole snaží složit co nejlepší pětikaretní kombinaci (podrobněji viz Texas hold 'em#Pravidla). Již po rozdání prvních dvou karet se sází, a je tak důležité sílu těchto karet odhadnout. Různé startovní kombinace mají na začátku hry různou pravděpodobnost pozdější výhry.

## Základy
Jelikož standardní hrací balíček obsahuje 52 karet, je počet různých kombinací dvou karet {\displaystyle {52 \choose 2}={\frac {52\cdot 51}{2}}=1326}. Hodnota některých kombinací je však naprosto rovnocenná (např. A♥ K♥ je stejné jako A♣ K♣, podobně 7♦ 2♥ je ekvivalentní 7♥ 2♣). Počet kombinací, jejichž síla není ekvivalentní je 169 (13 různých párů, {\displaystyle {13 \choose 2}=78} dvojic karet se stejnou barvou a stejně tak 78 dvojic karet různé barvy vyjma párů). Existuje tedy 169 různých pravděpodobností výhry na začátku hry. Z těchto 169 kombinací jich 25 má při hře v deseti hráčích pravděpodobnost větší než 1/7. Startovní kombinace se někdy rozdělují do tří druhů:
- Páry, tzn. dvě karty o stejné hodnotě, např. 10♦ 10♣. Pravděpodobnost získání páru konkrétní hodnoty je {\displaystyle {\frac {6}{52 \choose 2}}=1/221}, jakéhokoliv páru pak 13/221 = 1/17. V průměru jedna ze sedmnácti kombinací je tedy pár.

- Suited karty, tzn. karty se stejnou barvou, např. K♥ 6♥. Pravděpodobnost konkrétní kombinace dvou karet jedné barvy je {\displaystyle {\frac {4}{52 \choose 2}}=2/663}, jakékoliv dvojice stejné barvy pak 156/663 = 4/17. V průměru tedy čtyři ze sedmnácti kombinací.

- Offsuit karty, tzn. nespárované karty, které nejsou ani stejné barvy, např. A♥ 4♣. Pravděpodobnost konkrétní kombinace dvou takových karet (např. eso s nějakou čtyřkou jiné barvy) je {\displaystyle {\frac {12}{52 \choose 2}}=2/221}, jakékoliv takové dvojice pak (17-1-4)/17 = 12/17. V průměru tedy dvanáct ze sedmnácti kombinací.

Při zápisu je zvykem karty o stejné barvě značit příponou s (suited). 4♣ 5♣ by se tak tedy zapsalo jako 45s. Pokud se přípona s nepřidá, automaticky se rozumí, že karty nemají stejnou barvu. Někdy se pro zdůraznění tohoto faktu používá přípona o (offsuit). Např. K♥ Q♠ by se napsalo jako KQ, popřípadě KQo. Páry se zapisují jednoduše JJ, QQ, 55 (u desítek TT) atd.

## Dělení do skupin
Významní pokeroví teoretici David Sklansky a Mason Malmuth ve své knize Hold 'em Poker for Advanced Players zařadili každou startovní kombinaci do několika různých skupin. Kombinace patřící do jedné skupiny pak mohou být hrány stejným způsobem. Silnější startovní kombinace jsou označeny nižším číslem. Kombinace úplně bez čísla jsou nejslabší. Obecně je síla skupin určována obvykle pro hru v devíti či desíti hráčích.
|    | A | K | Q | J | 10 | 9 | 8 | 7 | 6 | 5 | 4 | 3 | 2 |    |
| -- | - | - | - | - | -- | - | - | - | - | - | - | - | - | -- |
| A  | 1 | 1 | 2 | 2 | 3  | 5 | 5 | 5 | 5 | 5 | 5 | 5 | 5 | A  |
| K  | 2 | 1 | 2 | 3 | 4  | 7 | 7 | 7 | 7 | 7 | 7 | 7 | 7 | K  |
| Q  | 3 | 4 | 1 | 3 | 4  | 5 | 7 |   |   |   |   |   |   | Q  |
| J  | 4 | 5 | 5 | 1 | 3  | 4 | 6 | 8 |   |   |   |   |   | J  |
| 10 | 6 | 6 | 6 | 5 | 2  | 4 | 5 | 7 |   |   |   |   |   | 10 |
| 9  | 8 | 8 | 8 | 7 | 7  | 3 | 4 | 5 | 8 |   |   |   |   | 9  |
| 8  |   |   |   | 8 | 8  | 7 | 4 | 5 | 6 | 8 |   |   |   | 8  |
| 7  |   |   |   |   |    |   | 8 | 5 | 5 | 6 | 8 |   |   | 7  |
| 6  |   |   |   |   |    |   |   | 8 | 5 | 6 | 7 |   |   | 6  |
| 5  |   |   |   |   |    |   |   |   | 8 | 6 | 6 | 7 |   | 5  |
| 4  |   |   |   |   |    |   |   |   |   | 8 | 7 | 7 | 8 | 4  |
| 3  |   |   |   |   |    |   |   |   |   |   |   | 7 | 8 | 3  |
| 2  |   |   |   |   |    |   |   |   |   |   |   |   | 7 | 2  |
|    | A | K | Q | J | 10 | 9 | 8 | 7 | 6 | 5 | 4 | 3 | 2 |    |

Pozn.: Pokud je dvojice karet ve stejné barvě, najděte vyšší z karet nejdříve v řádku (na levém okraji tabulky) a k ní teprve ve sloupci (na horním okraji tabulky) druhou kartu. Pokud nejsou stejné barvy, postupujte opačně. Např. A♥ K♥ patří do skupiny 1, zatímco A♥ K♣ do skupiny 2. Pokud se jedná o pár, oba postupy jsou ekvivalentní.

### Chenův vzorec
Americký matematik a pokerový hráč Bill Chen vyvinul vzorec, kterým lze přibližně odhadnout hodnotu dané startovní karetní kombinace. Ten je vhodný pro lidi, kteří si nechtějí pamatovat z hlavy hodnoty z výše uvedené tabulky. Vzorec jednotlivým kartám přisuzuje bodové hodnoty, ke kterým poté ještě přičítá či odečítá další body na základě toho, zda jsou karty ve stejné barvě, jak jsou od sebe daleko (ve smyslu kolik hodnot je mezi nimi, když se karty seřadí vzestupně od dvojky až po eso) atd.

## Další řazení
Phil Hellmuth: "How to Play Poker Like the Pros"
| Skupina | Kombinace                             | Kategorie               |
| ------- | ------------------------------------- | ----------------------- |
| 1       | AA, KK, QQ, AKs, AK                   | Nejlepších 12 kombinací |
| 2       | JJ, TT, 99                            |                         |
| 3       | 88, 77, AQs, AQ                       |                         |
| 4       | AJs, ATs, A9s, A8s                    | Nejčastěji hrané karty  |
| 5       | A7s, A6s, A5s, A4s, A3s, A2s, KQs, KQ |                         |
| 6       | QJs, JTs, T9s, 98s, 87s, 76s, 65s     | Suited Connectors       |

### Upravené skupiny Sklanskyho
Sklanskyho odhad skupin upravený na základě matematického rozboru.
| Skupina | Kombinace                          |
| ------- | ---------------------------------- |
| 1       | AA, KK, QQ, JJ, AKs                |
| 2       | AK, AQs, AJs, KQs, TT              |
| 3       | ATs, KJs, AQ, 99, QJs, KTs         |
| 4       | 88, QTs, A9s, AJ, JTs, KQ, A8s, AT |
| 5       | K9s, A7s, KJ, A5s, Q9s, T9s        |
| 6       | 77, J9s, A6s, QJ, A4s, KT          |
| 7       | QT, A3s, K8s, JT, A2s, Q8s         |
| 8       | T8s, K7s, 98s, 66, J8s             |
| 9       | A9, K6s, K5s, A8                   |

### Statistiky založené na reálné hře
Statistika založené na reálné hře a jim příslušná skutečná hodnota při reálných sázkách.
| Skupina | Kombinace                          | Hodnota         |
| ------- | ---------------------------------- | --------------- |
| 1       | AA, KK, QQ, JJ, AKs                | 2.32 – 0.78     |
| 2       | AQs, TT, AK, AJs, KQs, 99          | 0.59 – 0.38     |
| 3       | ATs, AQ, KJs, 88, KTs, QJs         | 0.32 – 0.20     |
| 4       | A9s, AJ, QTs, KQ, 77, JTs          | 0.19 – 0.15     |
| 5       | A8s, K9s, AT, A5s, A7s             | 0.10 – 0.08     |
| 6       | KJ, 66, T9s, A4s, Q9s              | 0.08 – 0.05     |
| 7       | J9s, QJ, A6s, 55, A3s, K8s, KT     | 0.04 – 0.01     |
| 8       | 98s, T8s, K7s, A2s                 | 0.00            |
| 9       | 87s, QT, Q8s, 44, A9, J8s, 76s, JT | (-) 0.02 – 0.03 |

## Přezdívky pro startovní kombinace
V pokerovém žargonu existuje pro různé startovní kombinace velké množství různých přezdívek. Dvě esa (nejlepší startovní kombinace) jsou nazývána např. jako American Airlines (podle jejich komerční zkratky AA) či pocket rockets (písmeno "A" připomíná raketu). Pro jakékoliv eso s králem (např. A♥ K♦) se lze setkat s přezdívkou Anna Kurnikova, neboť se říká, že obojí dobře vypadá, ale vzácně vyhrává.